# Charles Lederer
Charles Lederer (New York, 31 december 1910 – Los Angeles, 5 maart 1976) was een Amerikaans scriptschrijver.
Samen met Harry Brown schreef hij het script van Ocean's 11 (met onder anderen Frank Sinatra, Peter Lawford, Dean Martin en Sammy Davis jr. in de hoofdrollen). Tevens schreef hij het script van Follow That Dream (met onder anderen Elvis Presley en Arthur O'Connell in de hoofdrollen).